# Palmire Dumont
Pour l’article ayant un titre homophone, voir Palmyre (homonymie).
Pour les articles homonymes, voir Dumont.
Ne doit pas être confondue avec la modiste Madame Palmyre
Palmire Louise Dumont née le 4 mars 1855 et morte le 4 février 1915, généralement connue sous le nom de Madame Palmyre ou Palmyre, est la gérante et propriétaire des deux premiers bars gays de Paris à la fin du XIXe siècle : le bar lesbien La Souris et le Palmyr's Bar. Elle est une figure emblématique de la création de la culture du Gai Paris à la Belle Époque.
Palmire Dumont naît à Béthune dans une famille ouvrière, liée de longue date à l'industrie brassicole. Sa famille s'installe à Lille, où elle travaille dans une usine textile jusqu'à l'âge d'environ vingt-deux ans. Après avoir quitté cette usine, elle a peut-être été une travailleuse du sexe, avant de s'installer à Paris vers 1880, où elle commence à gérer des restaurants et des bars. Son premier établissement se situe près de la place de l'Opéra. Vers 1897, Palmire Dumont prend la direction de La Souris qu'elle transforme en l'un des clubs les plus célèbres pour les lesbiennes et les riches mécènes. En 1909, elle ouvre le Palmyr's Bar en face du Moulin Rouge. Ce bar prospère et s'agrandit sous sa direction.
Avec son bouledogue français, elle devient un des sujets vedettes dans des lithographies et des croquis de Henri de Toulouse-Lautrec. Les deux bars qu'elle gère accueillent des gays et des lesbiennes et sont fréquemment évoqués dans les enquêtes judiciaires et policières, ainsi que dans des publications littéraires et des mémoires. En tant qu'entrepreneure, elle embauche des artistes et organise des événements qui fournissent non seulement des divertissements et des emplois aux membres de la communauté LGBT, mais contribuent également à créer un tourisme dont profite l'économie parisienne. Le travail de Dumont en tant qu'entrepreneure joue un rôle déterminant dans l'histoire sociale des lesbiennes de Montmartre, et ses entreprises sont étudiées comme modèles pour comprendre la création et le développement d'entreprises lesbiennes et gays dans Paris.

## Biographie

### Ses jeunes années
Palmire Louise Dumont naît le 4 mars 1855 à Béthune, en France. Elle est l'aînée des enfants de Louis Dumont et de Virginie (née Buissart). Elle vient d'un milieu ouvrier qui compte une longue lignée de taverniers et de brasseurs dont son père ouvrier dans une brasserie. Sa mère est couturière et ses deux parents savent signer de leurs noms. Après 1865, la famille s'installe à Lille, où Palmire Dumont commence à travailler dans une filature. Elle ne gagne que 18 sous par jour (équivalent à moins de 8 € en 2023), et plus tard dans la vie se souvient de sa pauvreté à cette époque. Elle cesse le travail à l'usine en 1877 ; certaines sources littéraires indiquent qu'elle a peut-être été une travailleuse du sexe pendant un certain temps.

### Début de carrière à Paris
En 1880, Palmire Dumont arrive à Paris et devient, selon la biologiste américaine Donna Haraway, l'un des premiers membres du Club des propriétaires de bouledogues français, fondé cette année-là,. L'homme de lettres Francis Carco, dans son livre Montmartre à vingt ans, relate que le premier bar géré par Palmire Dumont, à Paris, est situé rue Halévy près de la place de l'Opéra,. Le critique d'art Émile Schaub-Koch et le poète Sylvain Bonmariage décrivent chacun une beuverie de trois mois en 1888 qui implique Palmire Dumont, la demi-mondaine Lucy Jourdan, l'artiste Henri de Toulouse-Lautrec et une autre amie, Armande Brazier (également connue sous le nom d'Armande la Borgne). Cette dernière exploitera plus tard le bar lesbien Le Hanneton à la Rue Pigalle,,. D'autres preuves que Toulouse-Lautrec et Dumont font connaissance au début de son séjour à Paris proviennent d'un portrait qu'il fait en 1892 et qui peut représenter Dumont.

### La Souris

#### Les bouges parisiens
Si l'homosexualité est décriminalisée en France à la Révolution française, ses manifestations restent toutefois réprimées dans l'espace public, comme outrage à la pudeur, outrage aux bonnes mœurs, racolage ou exercice illégal de la prostitution. Par ailleurs, avec la loi du 17 juillet 1880, l'ouverture d'un débit de boisson ne nécessite plus une autorisation, et peut être envisagée après une simple déclaration. L'assouplissement des restrictions du commerce de l'alcool, d'une part et les discriminations dont les personnes LGBT font l'objet dans l'espace public d'autre part entraînent leur regroupement dans le monde de la nuit et l'augmentation du nombre d'établissements gays et lesbiens dans le secteur du divertissement et de la restauration, en cette fin du XIXe siècle. Certaines de ces brasseries et cabarets sont également impliquées dans la prostitution et quelques établissements visent une clientèle lesbienne. Un de ces établissements, La Souris, est située au 29, rue Bréda, à Pigalle,. Dès 1890, elle est connue comme un lieu de rencontre lesbien. Jules Davray et d'autres auteurs ont noté que la clientèle considère cet établissement comme une seconde maison et s'exprime librement pendant son séjour,,. La brasserie change à plusieurs reprises de direction au cours des années 1890. En janvier 1897, Palmire Dumont loue La Souris avec un dénommé Floquet lorsque les anciens gérants, Dame Delbès et un dénommé Liot, cèdent l'établissement,. Le bail comprend la salle à manger de 39 m², une cuisine et une chambre à l'étage.
Contrairement à d'autres établissements lesbiens de l'époque, Palmire Dumont ne s'est pas appuyée sur la publicité pour faire connaître son commerce et sa brasserie n'est indiquée par aucune signalisation. Le restaurant devient néanmoins l'un des clubs préférés des lesbiennes et de clients fortunés. Selon Dona Haraway, sa gérante reçoit à l'occasion de réunions de propriétaires de bouledogues français des écrivains comme François Coppée, Léon Cladel, Natalie Clifford Barney, Colette et Renée Vivien, entre autres. Les bouledogues français deviennent, en effet, à la mode, comme animal de compagnie, parmi les lesbiennes et les femmes qui ne se conforment pas au rôle social de leur genre à Paris. Par la suite, la popularité de cette race grandit parmi les classes supérieures. Il s'agissait pour les écrivains modernistes et les lesbiennes d'une sorte de marqueur social, au même titre que le port du costume masculin et le cigare. Le rôle prescripteur de ces premiers propriétaires pour le bouledogue comme chien de compagnie est attesté par la Société centrale canine qui parle, pour sa part, de réunions hebdomadaires dans un cadre informel.
Au tournant du siècle, l'entreprise de Palmire Dumont est un passage obligé de la Tournée des Grands-Ducs, où des membres de la noblesse européenne et de la haute-bourgeoisie parisienne fréquentent des « bouges », dans un esprit de voyeurisme et d'encanaillement en transgressant les conventions sociales qui séparent habituellement les gens de la classe supérieure des pauvres,,. Des guides sont publiés par diverses maisons d'édition, donnant les emplacements des établissements qui s'adressent aux lesbiennes. L'historien de l'art californien Gerstle Mack, qui écrit en 1938 la première biographie en anglais de Toulouse-Lautrec, décrit l'endroit comme « le plus célèbre restaurant lesbien cette époque ».

#### Toulouse-Lautrec, Palmire et Bouboule

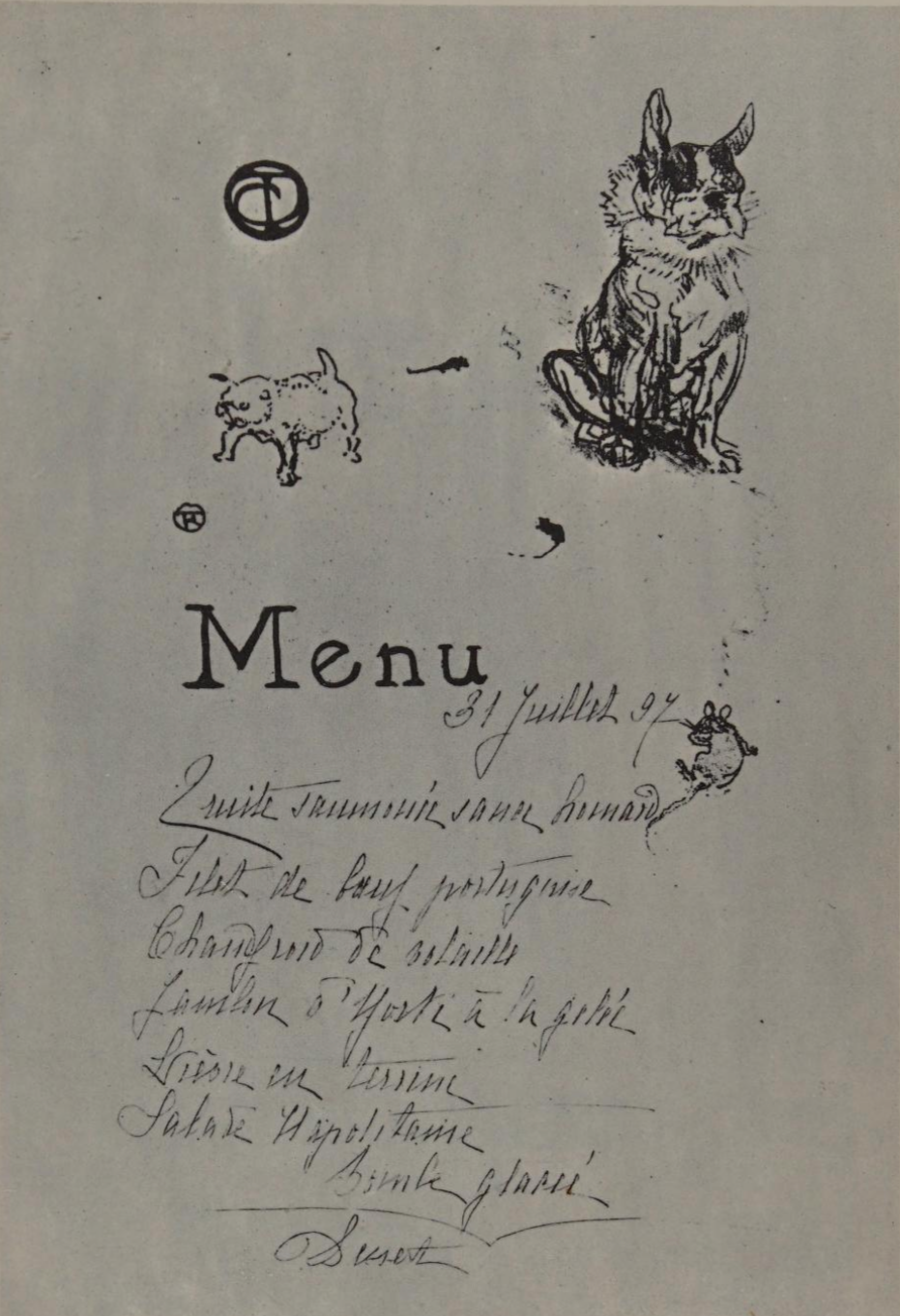
Menu d'un dîner à La Souris du 31 juillet 1897, Toulouse-Lautrec.

Le peintre Toulouse-Lautrec commence à fréquenter la Souris à peu près au moment où Dumont en devient la gérante. Ses dessins et croquis de Dumont, de son bouledogue Bouboule et d'autres clients de l'établissement, ainsi que la venue de ses amis à la brasserie, font du restaurant un lieu de rassemblement pour les artistes et intellectuels d'avant-garde. Il est également fréquenté par des prostituées, des femmes entretenues, des artistes et des clients qui souhaitent fumer, consommer de la morphine ou inhaler de l'éther, jouer ou regarder les divertissements proposés. Dès mai 1897, Toulouse-Lautrec habite à proximité dans l'avenue Frochot. Le peintre organise un dîner pour ses amis à La Souris le 31 juillet 1897. Pour cette occasion, il crée une lithographie de Bouboule et quelques souris pour la carte de menu. La lithographie est imprimée par le graveur parisien Henri Stern et le menu écrit à la main. Le dîner comprend de la truite arc-en-ciel à la sauce au homard, du filet de bœuf, du chaud-froid de volaille, du jambon d'York en gelée, de la terrine de lièvre et une salade napolitaine suivis d'une bombe glacée et d'un dessert,.

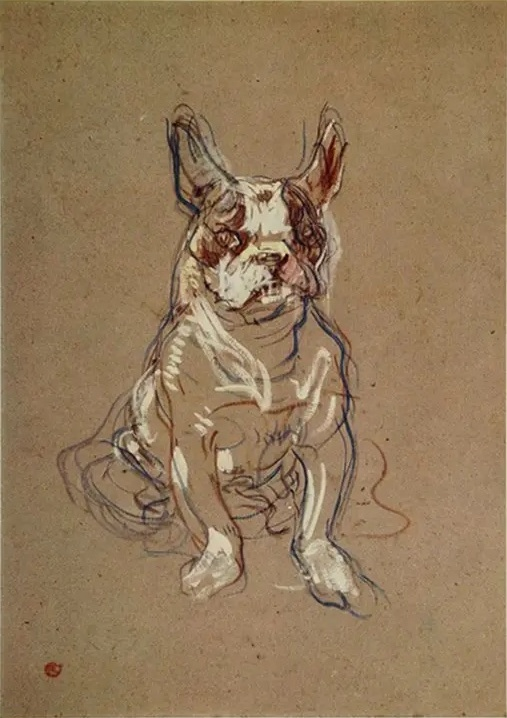
Bouledogue de Palmire Dumont Bouboule, par Toulouse-Lautrec, 1897.

Bouboule est souvent décrit comme indiscipliné et hostile : il mord ou urine sur les pieds de quiconque essaie de le caresser,. Bien que sa maîtresse ait essayé de l'éduquer, Bouboule n'aime pas sa clientèle féminine, mais il est curieux et souvent dépeint par Toulouse-Lautrec comme un observateur indiscret.
Client régulier de La Souris (qu'il prononce « La Touris »), Toulouse-Lautrec y réalise divers croquis. On trouve dans le fonds du musée Toulouse-Lautrec, à Albi de nombreux croquis et peintures de Bouboule. Parmi ses œuvres mettant en vedette Bouboule figurent Le Marchand de Marrons (1897), À La Souris : Madame Palmyre et son chien (1897), et vraisemblablement Le Cheval et le Chien à la pipe (1898), acquis par Otto Gerstenberg.

#### Agression et changement de direction
En juin 1897, les clientes du bar sont attaquées par plusieurs hommes — décrits dans les documents officiels comme des proxénètes — mécontents que le bar leur soit interdit. Après une bagarre, Palmire Dumont appelle la police, qui arrête Manuel Louise et Auguste Robbe, les accusant de voies de fait. La police et les tribunaux se rangent du côté des femmes. Dans la plupart des cas, la police laisse les lesbiennes tranquilles à moins qu'elles ne s'affichent en public (Colette est une fois arrêtée pour un baiser sur scène avec son amante Mathilde de Morny, la marquise de Belbeuf, dite Missy).
L'historienne Leslie Choquette reconnait qu'il est possible que Palmire ait payé la protection policière. Malgré le succès de sa brasserie, elle quitte l'établissement en 1900, et a des démêlés avec la justice peu de temps après. Elle est arrêtée en février 1900 pour interférence avec un policier et condamnée à une amende. Elle est également inquiétée en mai de la même année pour voies de fait sur une autre femme, mais l'affaire est classée sans suite faute de preuves suffisantes. La Souris est reprise jusqu'en 1916 par Louise Jost, qui avait autrefois travaillé au Hanneton, un autre bar lesbien.

### LePalmyr's Bar

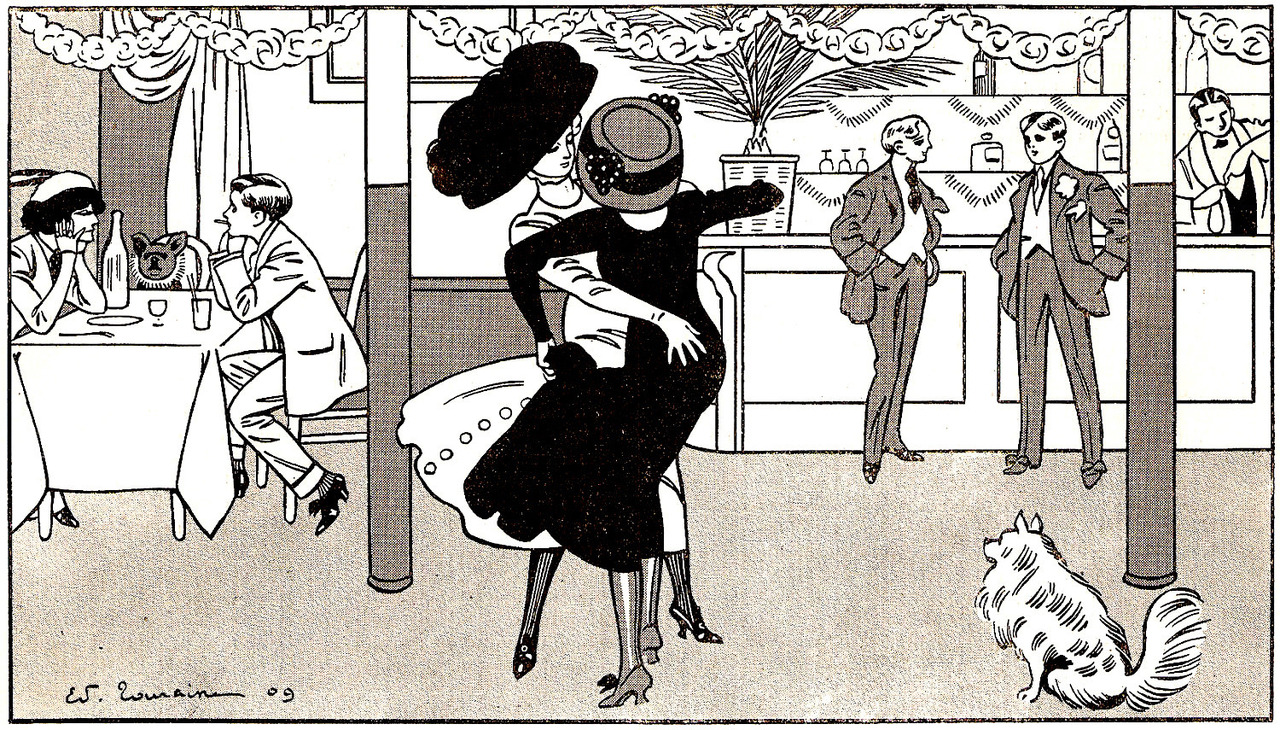
Le Sémiramis-Bar, (pseudonyme du Palmyr's Bar), illustration d'Édouard Touraine, dessinateur de presse à La Vie parisienne pour un texte de Colette.

En 1909, Palmire Dumont ouvre un nouvel établissement, le Palmyr's Bar, anglicisme délibérément choisi. Le bar est situé en face du Moulin Rouge, qui a ouvert ses portes deux décennies plus tôt et a contribué à faire du quartier un lieu de divertissement. Sa gérante signe un bail de dix ans pour l'espace situé au 5, place Blanche avec les frères Albert et Marcel Verdier, dont les parents sont restaurateurs. Le bar est une copie de la boîte de nuit pour homosexuels récemment fermée appelée Maurice's Bar, et un portier en garde l'entrée. S'adressant à la fois aux homosexuels et aux lesbiennes, sa gérante contacte délibérément des femmes queer comme Colette et sa partenaire Missy, ainsi que des acteurs et des chanteurs comme Louise Balthy, Édouard de Max et Véra Sergine, et des écrivains comme le dandy Jacques d'Adelswärd-Fersen. Comme à la Souris, bon nombre de ses clients font commerce de drogue et de sexe, et elle ne fait pas de publicité. Les animations du bar comprennent des chansons grivoises et des sketches obscènes. En 1909, le magazine Fantasio relate que Colette et Missy s'y sont produites.

### Dans la littérature
Colette, qui fréquente le bar avec Missy, décrit Dumont comme maternelle, les comblant de cadeaux, cuisinant leurs plats préférés et exhibant ses chiots bouledogues avec une fierté extrême,,. Elle écrit dans le Sémiramis Bar et y dresse une description à peine édulcorée de Dumont qu'elle publie en mars 1909 dans La Vie parisienne. Elle y compare la propriétaire à un bouledogue, portant ses cheveux roux façonnés en une bosse juste au-dessus du front avec un chignon dans le dos, et compare sa poitrine à un balcon espagnol. Paul Leclercq a noté que si Palmire Dumont ressemble à son chien et semble toujours prête à mordre, en réalité, elle est « extrêmement gentille ».
Le personnage de Zénobie dans Lélie, fumeuse d'opium écrit par Willy (roman de 1911) s'inspire de Palmire Dumont, tout comme le personnage de Locuste dans La Bohème Canaille de Michel Georges-Michel (1922). Elle se retrouve également dans les confidences Chez de Max par Louis Delluc en 1918.
L'auteur et critique littéraire David Sweetman pense qu'elle inspire à Émile Zola le personnage de Laure Piédefer,,, qui tient une table d'hôtes rue des martyrs, dans son roman Nana. Cependant, l'hypothèse d'une autre tenancière, Louise Taillandier, est privilégiée.

### Rafle policière et notoriété

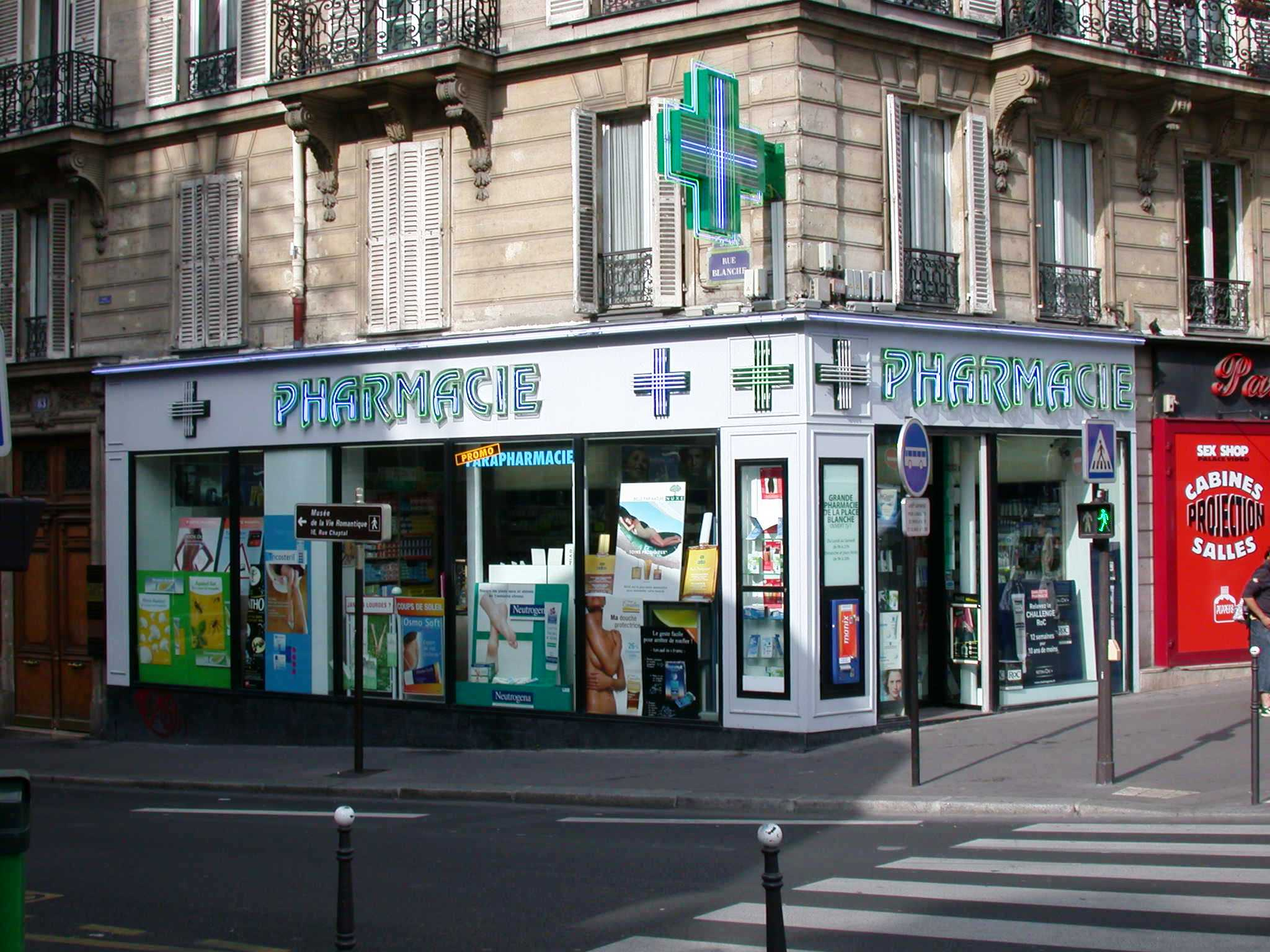
5, place Blanche en 2006. La pharmacie existe encore à cet endroit.

Lors d'une rafle en juin 1909, Albert Verdier fait partie des personnes arrêtées et condamnées pour outrage public. Il est condamné à quatre mois de prison et, l'année suivante, l'association des frères Verdier et Dumont est dissoute. En août 1910, elle trouve un nouvel associé en la personne de Georges Guiget, qui réalisait des animations dans le bar et conclut une nouvelle association de dix ans. Le bar prospère sous le nouveau partenariat et est régulièrement décrite dans la culture populaire comme un centre de vice. Les affaires se développent et Dumont embauche sa sœur cadette Adèle et une femme qui était propriétaire d'un élevage bovin à Marcilly-sur-Eure pour approvisionner le restaurant. Bien qu'il y ait des plaintes occasionnelles de voisins ou de clients qui ne sont pas des habitués, la police les classe généralement sans suite en constatant que les comportements observés se retrouvent dans d'autres bars et que les propriétaires font preuve de diligence pour s'assurer qu'aucun comportement criminel ne s'y produit. Lorsque la Première Guerre mondiale éclate et que Montmartre est contraint de fermer ses maisons de divertissement pour des raisons de sécurité, Palmire Dumont étend son activité à la pharmacie voisine.

## Mort et postérité
Dumont décède le 4 février 1915 dans son appartement situé au 41, rue de Douai à Paris. On attribue sa mort à la consommation de drogue et d'alcool. Sa sœur Adèle hérite de sa participation dans le bar, ainsi que de ses effets personnels. Parmi ses bijoux se trouve une bague avec les initiales SB ; elle pourrait l'avoir reçu de l'actrice Sarah Bernhardt. Lorsque Georges Giguet est enrôlé en mai, l'établissement ferme pour la durée de la guerre. Il rouvre l'entreprise sous le nom de Liberty's Bar après l'Armistice, amenant un nouvel associé quand Adèle se retire en 1923. Le bar continue à fonctionner jusque dans les années 1960.
De nombreux artistes et illustrateurs affluent à Montmartre pendant la Belle Époque pour croquer la clientèle, les couples, les propriétaires de bars et les lieux de divertissement qui s'adressent aux industries de la vie nocturne en pleine croissance. Outre des portraits Dumont et Bouboule de Toulouse-Lautrec, George Bottini peint une aquarelle de Palmire Dumont. A La Souris, Madame Palmyre est exposé dans le monde entier et vendue aux enchères chez Christie's en 2005 pour 20 millions de dollars. Il est visible au musée Carnavalet.